# バーナンキ・ドクトリン
バーナンキ・ドクトリン（英: Bernanke doctrine）は、連邦準備制度委員会の議長であったときのベン・バーナンキによって確認された方策（英：measure）を指す。それは、連邦準備制度がデフレーションを克服するよう金融政策の指揮において用いうる。

## 背景
2002年、ビジネスのニュースの中で「デフレーション」の用語が現れ始めた時、連邦準備制度委員会の理事だったバーナンキは、Deflation: Make Sure "It" Doesn't Happen Here. と題するデフレーションについての講演を行った。その講演で彼は、現代の経済（英：modern economy）のデフレーションの原因と影響を査定した。バーナンキは次のように述べた。
デフレーションの原因は不思議ではありません。デフレーションはほとんどすべての場合、総需要のひとつの崩壊の影響のひとつの側面のうちにあります。消費における下落が深刻なので、生産者は買い手を探すために、今ある基準において価格を切り下げなければなりません。同様に、あるデフレーション的な挿話の経済的な影響は、多くの部分で、総需要での鮮明な減少のその他のいずれかのうちのそれらに似ています。すなわち、景気後退、失業の増加、並びに金融の緊張です。